# Jüdische Gemeinde Košice
Die jüdische Gemeinde in Košice (deutsch Kaschau, ungarisch Kassa, Romani Kascha, neulateinisch Cassovia) bildete sich erst nach 1843.
In diesem Jahr wurden die streng gehandhabten Aufenthaltsbeschränkungen für Juden in Košice⊙ aufgehoben.
Dies führte zu einem starken Anwachsen der jüdischen Bevölkerung der Stadt.

## Geschichte

### Bis 1840
Schon im 15. Jahrhundert lebten jüdische Familien in Košice.
1484 wurde ein Jude Mandl (Mendel) erwähnt, der 450 Gulden erhielt.
1524 ernannte König Ludwig II. den Juden Isaac zum Leiter der Košicer Münze.
In Košice waren die Gilden sehr aktiv.
Diese verhinderten zusammen mit dem Magistrat der Stadt die Ansiedlung von Juden, speziell von jüdischen Händlern.
Viele Juden waren daran interessiert, in Košice Handel zu treiben.
Sie ließen sich in den Dörfern rund um Košice nieder und betraten die Stadt nur tagsüber, um dort ihre Geschäfte abzuwickeln.
So kam es, dass in Rozhanovce, 6 km nordöstlich von Košice, eine größere jüdische Gemeinde entstand, die über eine Synagoge und einen jüdischen Friedhof verfügte.⊙
Die Synagoge wurde 1930 bei einem Brand vernichtet, der jüdische Friedhof besteht noch.
Auch in Veľká Ida, 16 km südwestlich von Košice, bildete sich eine jüdische Gemeinde.
Sie hatte ebenfalls eine Synagoge⊙, ein einfaches Gebäude mit Satteldach.
Diese ist eine der ältesten erhaltenen Synagogen der Slowakei.
Sie existiert nur noch als Ruine und ist im Verschwinden begriffen.
Die Landedlen förderten die Ansiedlung von Juden, weil sie dadurch willkommene Steuereinnahmen hatten.
Außerdem dienten die Juden als Händler für die landwirtschaftlichen Erzeugnisse.
Die Juden pendelten zwischen ihren Wohnsitzen auf dem Land und der Stadt und brachten die Waren auf die städtischen Märkte.
Košice lag auf einer Haupthandelsroute, die Galizien mit Budapest verband.
Das machte diese Stadt besonders anziehend für die jüdischen Kaufleute.
Ende des 18. Jahrhunderts begann sich diese Situation besonders durch die Josephinischen Reformen zu verändern.
Auch die nicht-katholischen Konfessionen erhielten nun immer mehr Rechte.

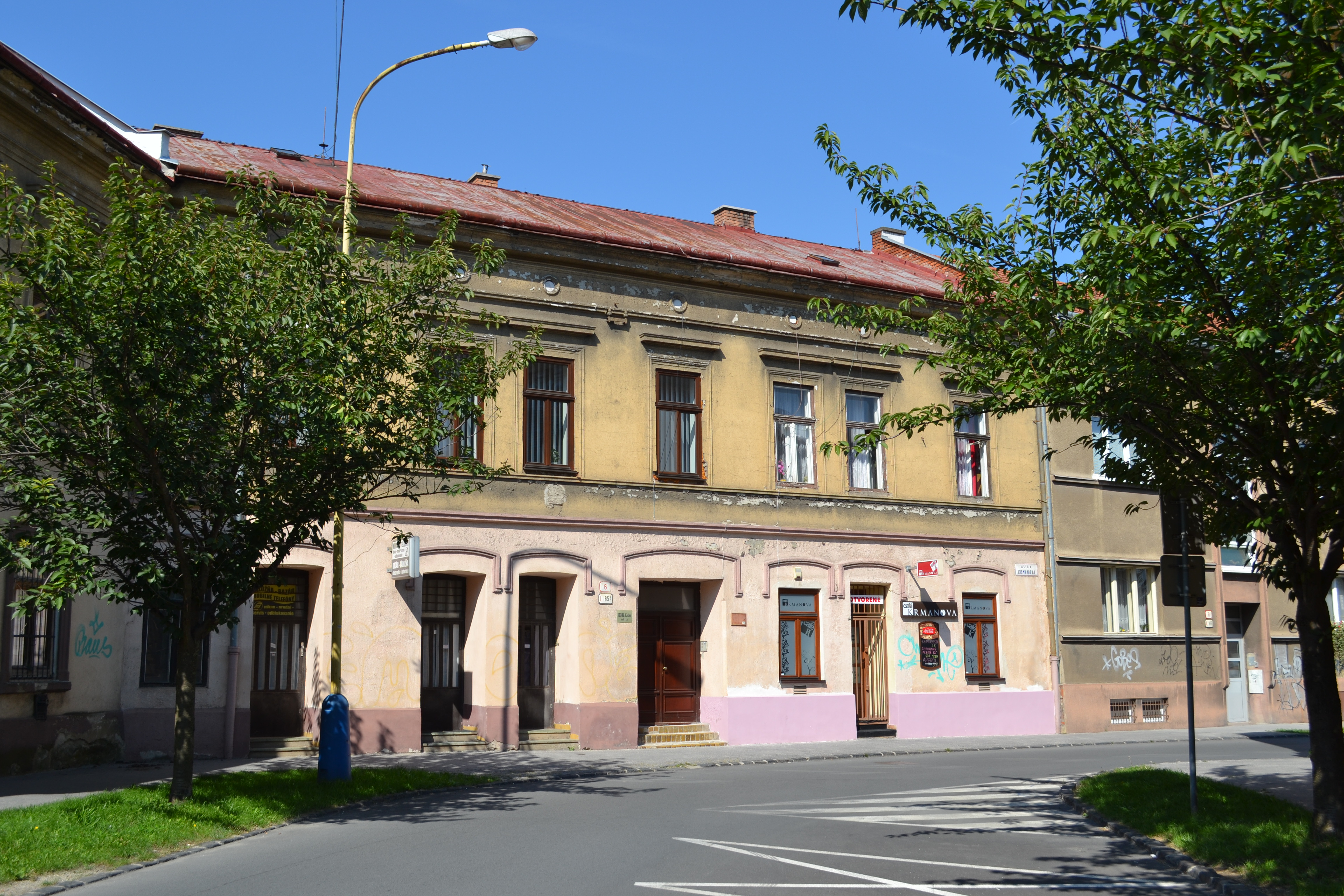
Košice, Krmanova ul. 6, Mikwe

### 1840 bis 1914
Košice gehörte bis 1918 zu Ungarn.
1840 beschloss der ungarische Landtag ein Gesetz, das den Juden freies Siedlungsrecht im ganzen Land gewährte.
Ausgenommen von diesem freien Siedlungsrecht waren nur einige Bergwerksstädte.
Diese Ausnahme benutzte Košice, um den Juden weiterhin den Aufenthalt in der Stadt zu verbieten.
Košice berief sich dabei auf die Nähe zu den Zlatá-Idka-Bergwerken und bezeichnete sich als Bergwerksstadt.

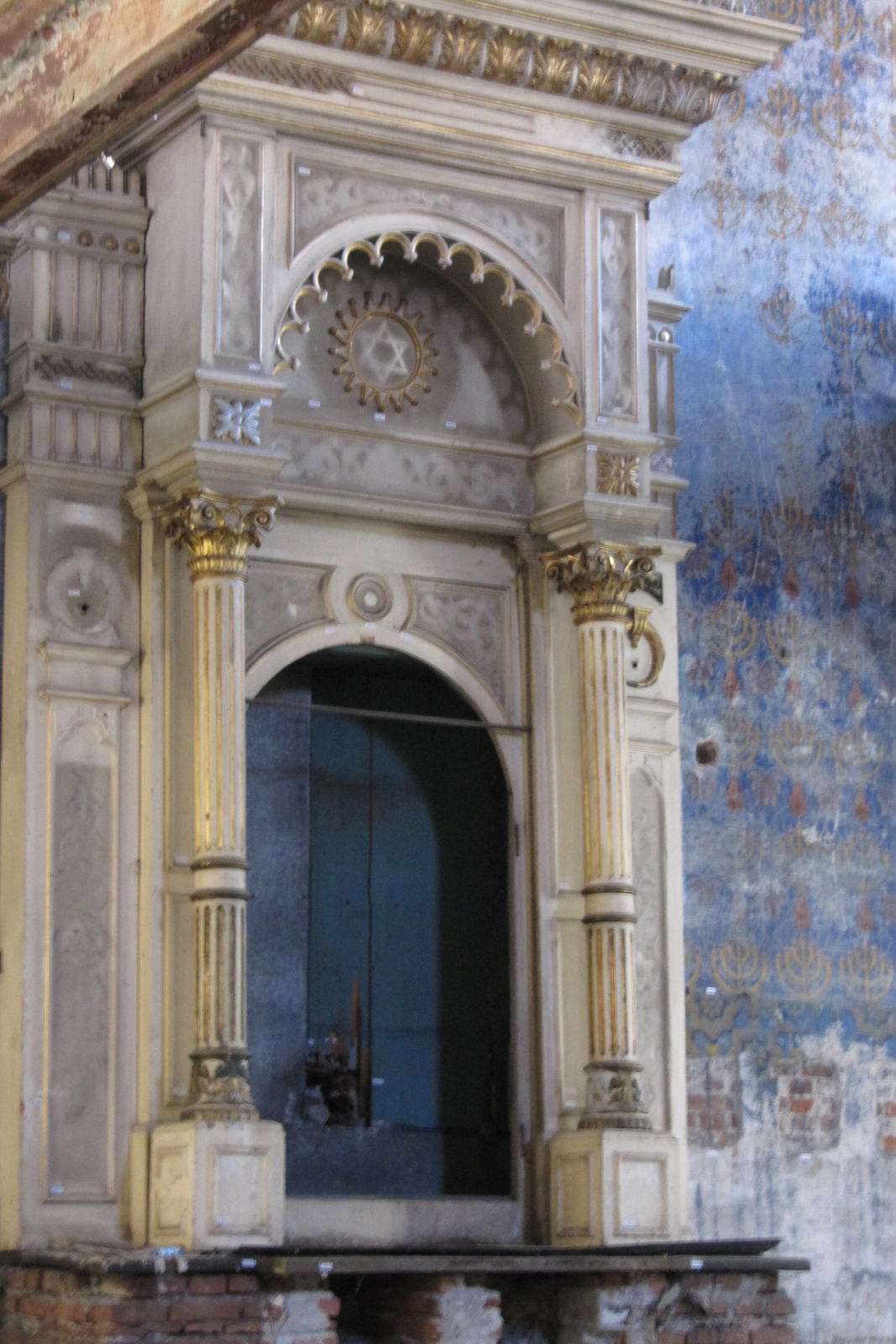
Alte Synagoge in Košice, Zvonárska

Die Juden klagten deswegen vor der Ungarischen Königlichen Kammer.
Dort bekamen sie recht und es wurde entschieden, dass Košice nie eine Bergwerksstadt gewesen war.
1841 ließen sich die ersten jüdischen Händler in der Stadt nieder.
1843 wurde die jüdische Gemeinde gegründet und beim Magistrat registriert.
Ihr erster Rabbi war Marton Kohn aus Rozhanovce.
Die Betstube wurde in einem gemieteten Haus eingerichtet.
1844 kaufte die jüdische Gemeinde Land für einen jüdischen Friedhof.
Die Juden siedelten sich im südlichen Teil der Stadt und in den südlichen Vorstädten an.
Sie erwarben in der Zvonárska Straße (Glockenmacher-Straße) ein Speichergebäude⊙.
Es wurde zu einer Synagoge ausgebaut.
Auf dessen südlicher Seite an der Krmanova Straße entstand ein rituelles Bad⊙, das zu den ältesten erhaltenen Mikwaot in der Slowakei gehört.
Es besteht aus einer Halle mit einer dreistöckigen Galerie und Treppen mit Metallgeländern über dem rituellen Wasserbecken.
Auch Teile der ursprünglichen Heizung sind erhalten.
In den folgenden Jahren zogen die Juden aus der Provinz in die größeren Städte, auch in die Königliche Freistädte und die vorher für Juden gesperrten Bergwerksstädte.
Dadurch nahmen die Judengemeinden der Provinz zahlenmäßig ab, während die Anzahl der Juden in den größeren Städten sprunghaft anstieg.
Besonders die deutschsprachigen bürgerlichen Einwohner der slowakischen Städte standen den neu hinzugezogenen Juden feindlich und kalt gegenüber.
Trotz dieser Widerstände erfreuten sich die Juden am kulturellen Leben der Städte.
Sie besuchten die Cafés und Theater und sandten ihre Kinder auf die christlichen öffentlichen Schulen.
Innerhalb der nächsten Jahrzehnte etablierten sich die Juden in allen großen Städten des Landes.
Sie nahmen ihre vollen Bürgerrechte wahr und erwarben den Respekt der Einwohnerschaft.
In Košice war die Anzahl der jüdischen Einwohner bis 1880 auf 2854 Personen gewachsen und bis 1910 auf 6723 Personen, was 15,2 % der Stadtbevölkerung ausmachte.
1848 kam es in Košice zu antijüdischen Unruhen.
Es wurden jüdische Geschäfte und Wohnhäuser geplündert und das Bethaus wurde geschändet.
Ende der 1860er Jahre gründeten die Juden von Košice zahlreiche Geschäfte, Betriebe und Industrieunternehmen.
1860 beschloss die Gemeinde eine neue Synagoge zu bauen.
Diese neue Synagoge⊙ wurde 1866 nach Plänen von Michael Repasky in der Rákocki-Ring-Straße (heute: Moyzesova-Straße) gebaut.
Sie hatte 500 Plätze.
1859 entstand die erste jüdische Elementarschule.
1869 wurde eine größere Schule gegründet, auf die mehrere hundert Kinder gingen.
Unterrichtssprache war Ungarisch.

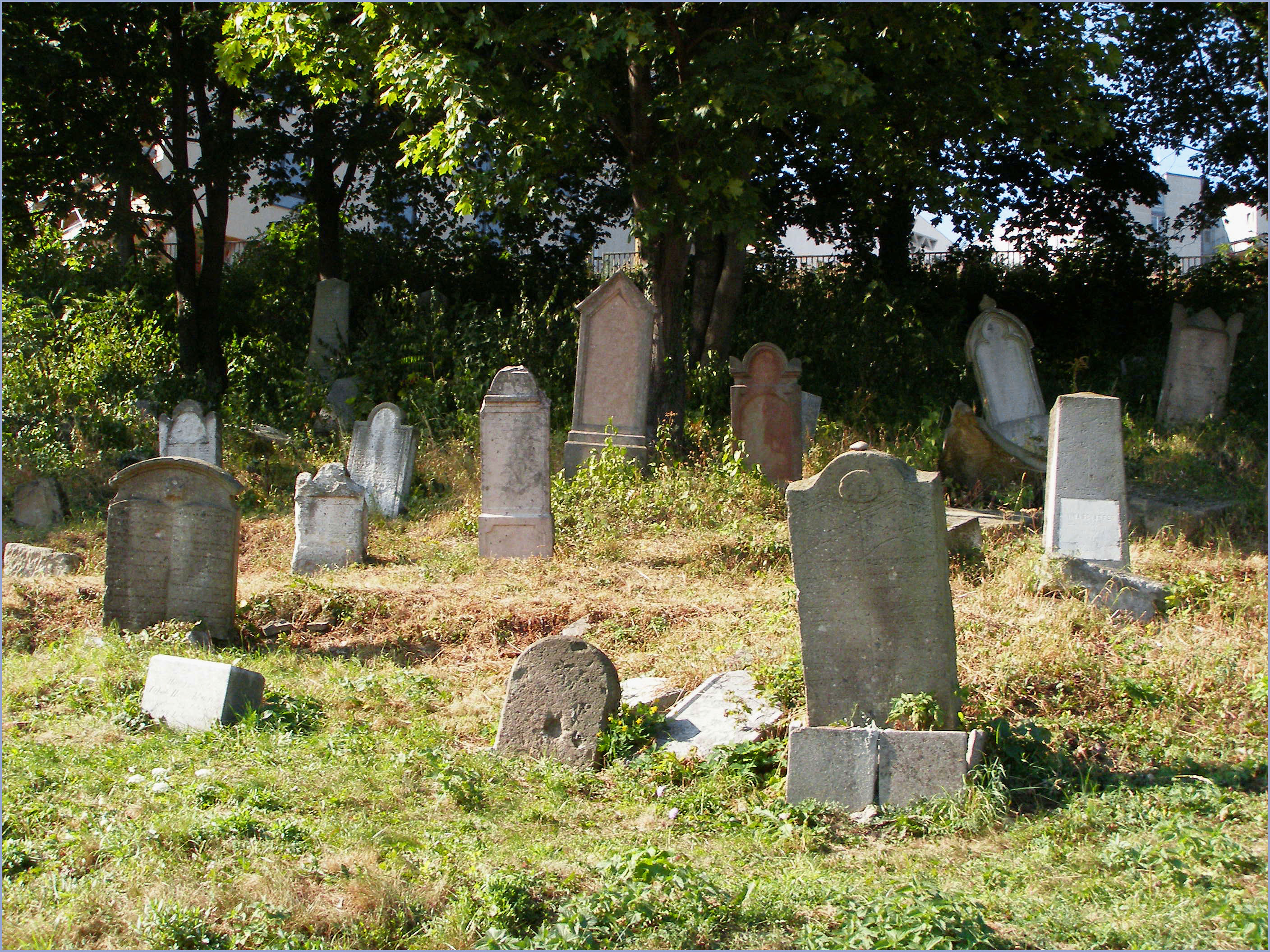
Alter jüdischer Friedhof in Košice

1882 wurde ein jüdischer Friedhof⊙ angelegt.
Er wurde gemeinsam genutzt, wobei die einzelnen Religionsgruppen eigene abgegrenzte Areale hatten.
Anfang des 20. Jahrhunderts kontrollierten jüdische Geschäftsleute den gesamten Handel von Košice.
Das Bankwesen und die Industrie von Košice waren in jüdischer Hand.
In den akademischen Berufen waren zahlreiche Juden tätig, zum Beispiel als Ärzte und Rechtsanwälte.
Zu dieser Zeit gewann der Zionismus unter den jungen Juden von Košice an Gewicht.
Die Stadt wurde zu einem der zionistischen Zentren Ungarns.

### 1914 bis 1938
Während des Ersten Weltkrieges und in der Zeit danach diente Košice als Zufluchtsort für Juden aus den umkämpften Gebieten.
Die jüdische Bevölkerung wuchs bis 1930 auf 11.504 Personen.
Dadurch entstand Bedarf für weitere und größere Synagogen.
1915, während des Ersten Weltkrieges, erreichte das Kriegsgeschehen die nördliche Grenze der Slowakei.
Deshalb flohen die beiden chassidische Höfe von Rabbi Abraham Schalom Halberstamm (1856–1940) aus Stropkov und von Rabbi Schmuel Engel (1853–1935) aus Radomyśl Wielki nach Košice.
Dadurch etablierte sich 1918 eine chassidische Gruppe in Košice, die 1920 eine eigene Synagoge⊙ in der Imre-Darvas-Straße (heute: Krmanova-Straße) baute.
Das Innere dieser Synagoge wurde 1957 stark verändert, als es von seinem neuen Eigentümer zu einem Labor für Metall-Untersuchungen umgebaut wurde.
Nach dem Ende des Ersten Weltkrieges kam Košice 1919 zur neu gegründeten Tschechoslowakei.
Während die Juden unter der Herrschaft von Österreich-Ungarn als religiöse Gruppe und Minderheit galten, wurden sie in der Tschechoslowakei als eigene Nationalität betrachtet.

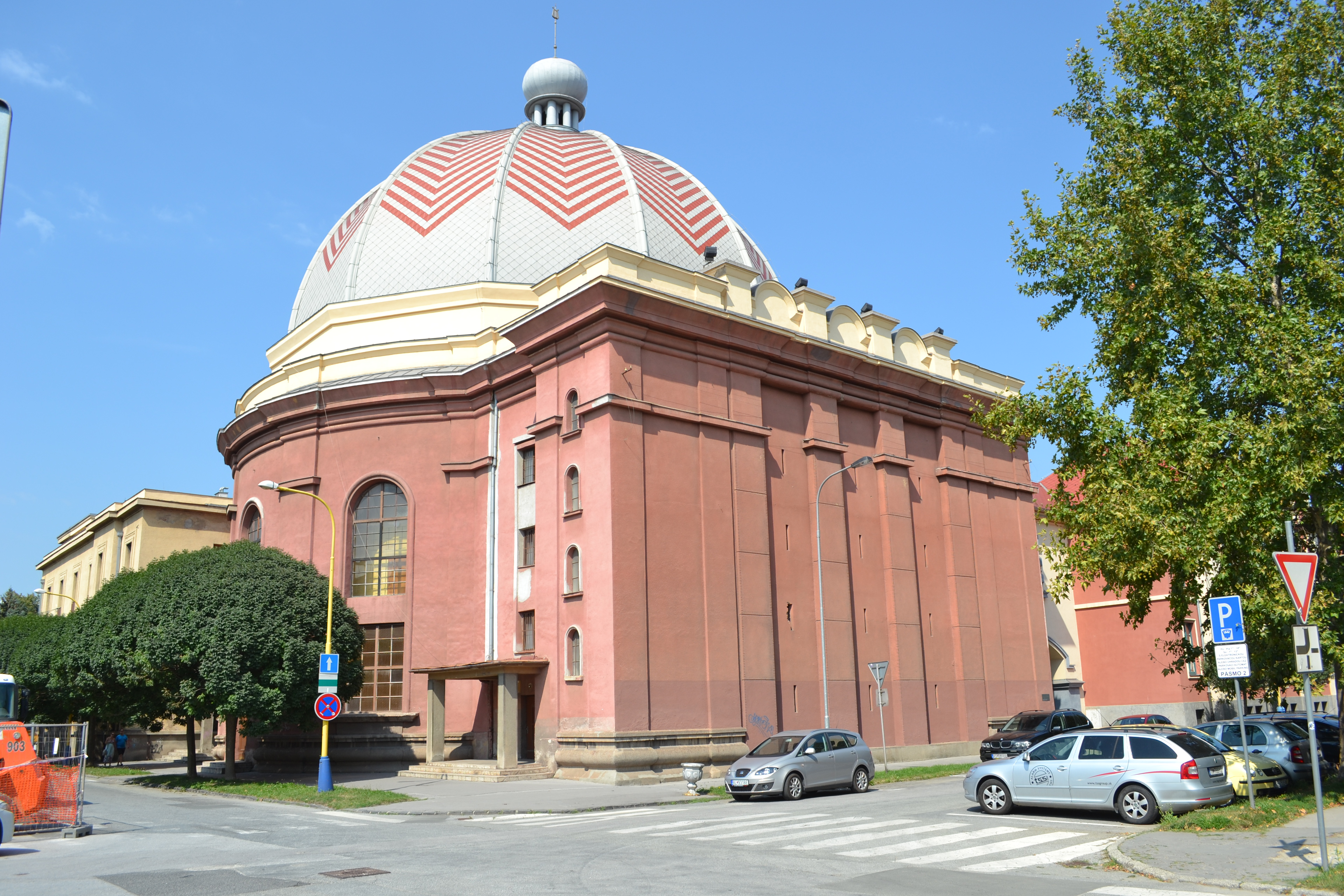
Neologe Synagoge in Košice

1924 veranstaltete die Neologe Gemeinde einen Wettbewerb für eine neue Synagoge.
Gewinner war der Budapester Architekt Lajos Kozma.
Die Neologe Gemeinde tauschte ihre Synagoge (westliches Gebäude) gegen die Synagoge der Status-Quo-Ante-Gemeinde (östliches Gebäude).
Dann riss sie das alte Synagogengebäude der Status-Quo-Ante-Gemeinde nieder und erbaute an seiner Stelle nach Plänen des Architekten Lajos Kozma ein neues großes Gebäude mit Kuppel⊙.
Diese neue Neologe Synagoge (jetzt östliches Gebäude) wurde 1927 eingeweiht.
Sie bot 1100 Personen Platz.
Angeschlossen an die Synagoge wurde eine neologische jüdische Elementarschule.

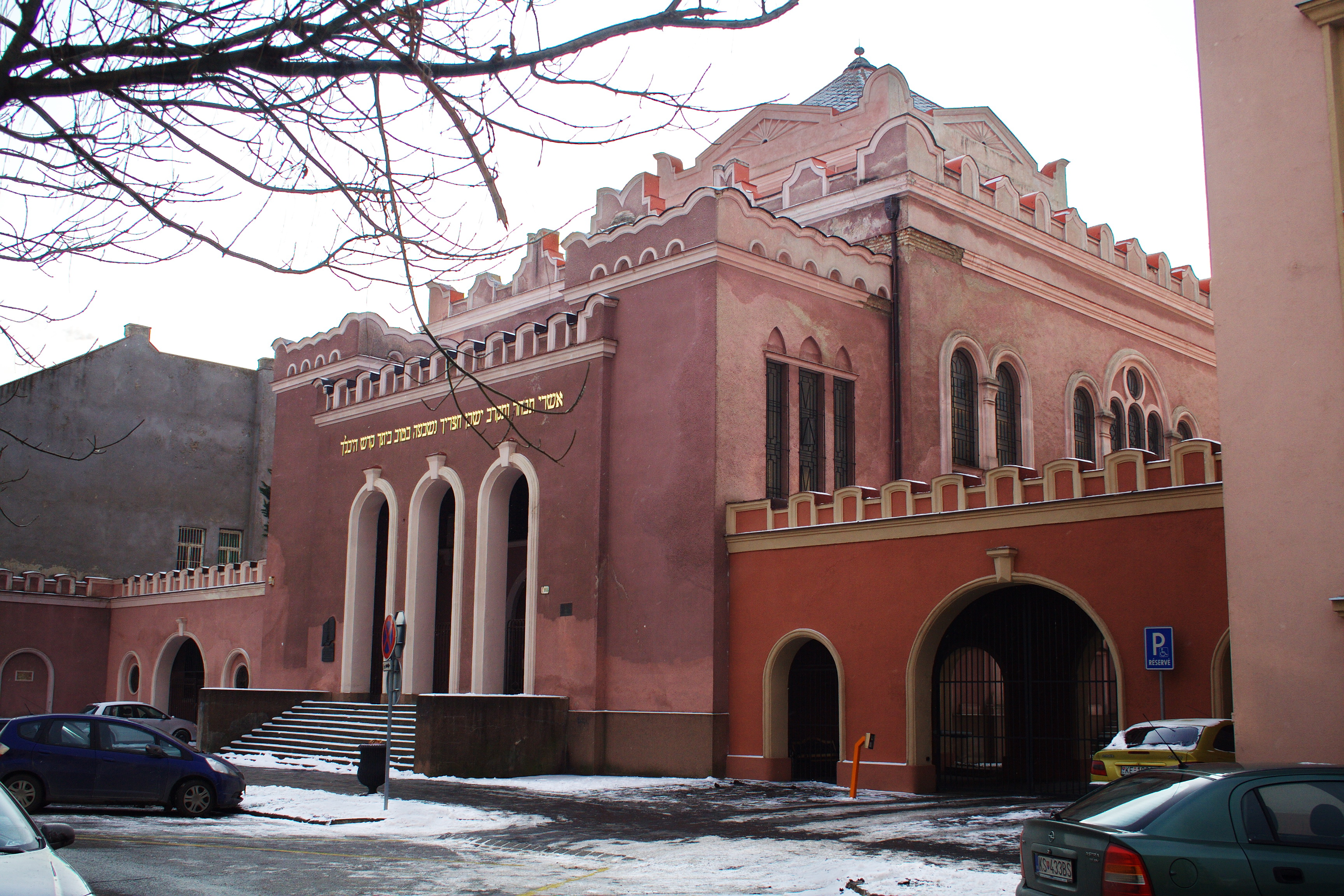
Neue orthodoxe Synagoge, Puškinova, Architekt Ludwig Oelschläger

1926 wurde nach Plänen des Architekten Ludwig Oelschläger von der orthodoxen Gemeinde eine größere Synagoge⊙ in der Puskinova-Straße gebaut, die 800 Personen Platz bot.
Sie wurde 1927 eingeweiht.
Von 1931 bis 1938 erschienen in Košice die Jüdischen Nachrichten.

### 1938 bis 1945
Infolge des Münchner Abkommens wurde Košice 1938 wieder von Ungarn annektiert. Nun wurden hunderte Juden aus Košice in die Slowakei vertrieben. Andere Juden wurden in einem Zwangsarbeitslager in Garany festgehalten.
1940 verschlechterte die Lage der Juden sich weiter. Geschäfte und Unternehmen wurden arisiert. Jüdische Männer wurden in Zwangsarbeitslager verschleppt oder an der Ostfront in Baukolonnen eingesetzt.
1944 wurde die Stadt von deutschen Truppen besetzt. Die Deutschen richteten auf dem Gelände einer alten Ziegelei ein Ghetto⊙ ein, das von ungarischen Gendarmen bewacht wurde. Hierher wurden 12.000 bis 15.000 Juden auch aus der Umgebung von Košice gebracht, darunter auch die Rabbiner der Gemeinden. Bis Juni 1944 wurden alle Juden des Ghettos in das KZ Auschwitz-Birkenau deportiert. Dort wurden 2/3 der Deportierten sofort ermordet. Die zurückgelassene Habe der Juden wurde teils von der Bevölkerung von Košice geplündert, teils von den Behörden verteilt. Über den Eisenbahnknotenpunkt Košice wurden fast 380.000 Juden nach Auschwitz-Birkenau deportiert.

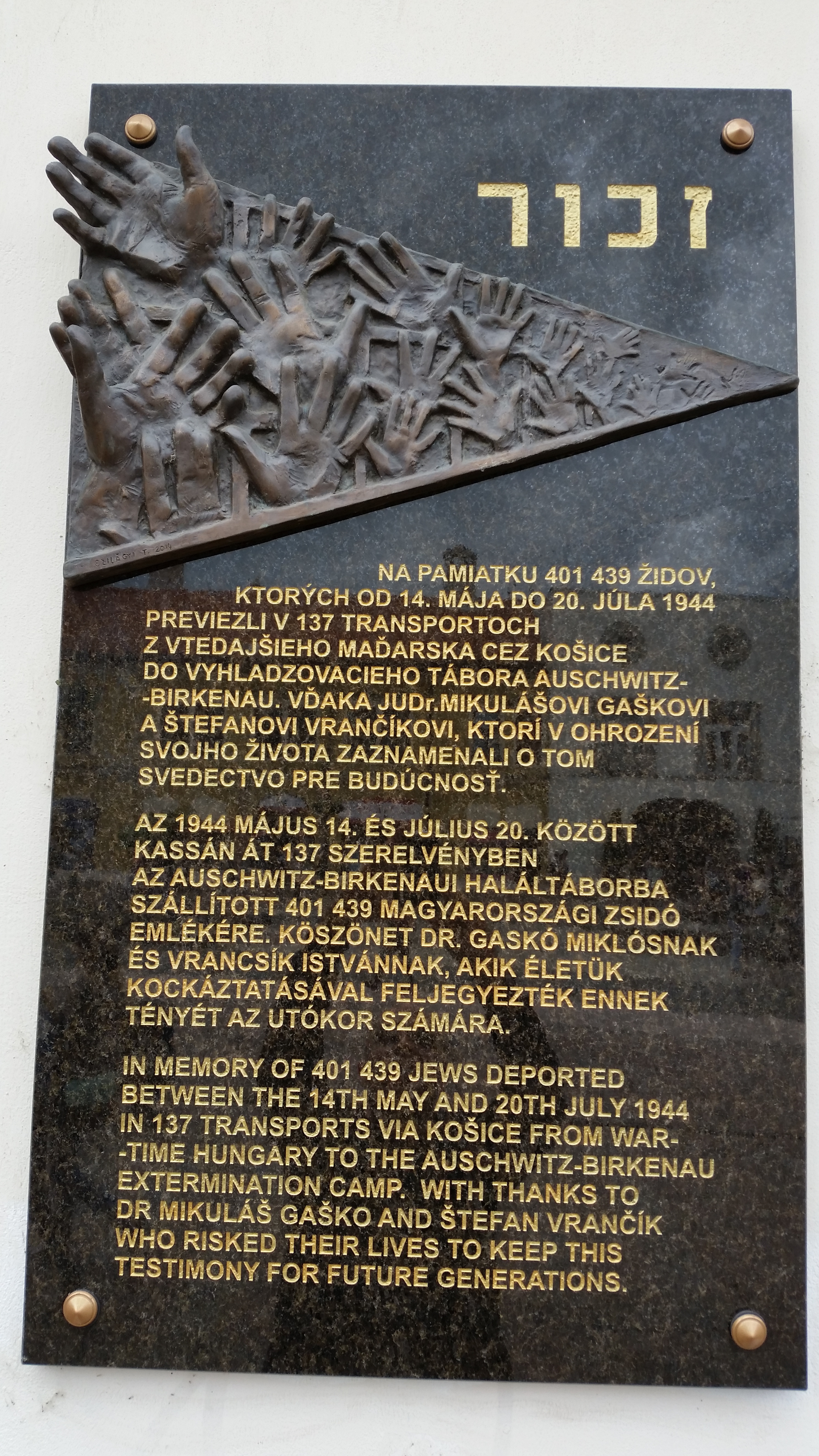
Gedenktafel für die Opfer des Holocaust in der Hlavná

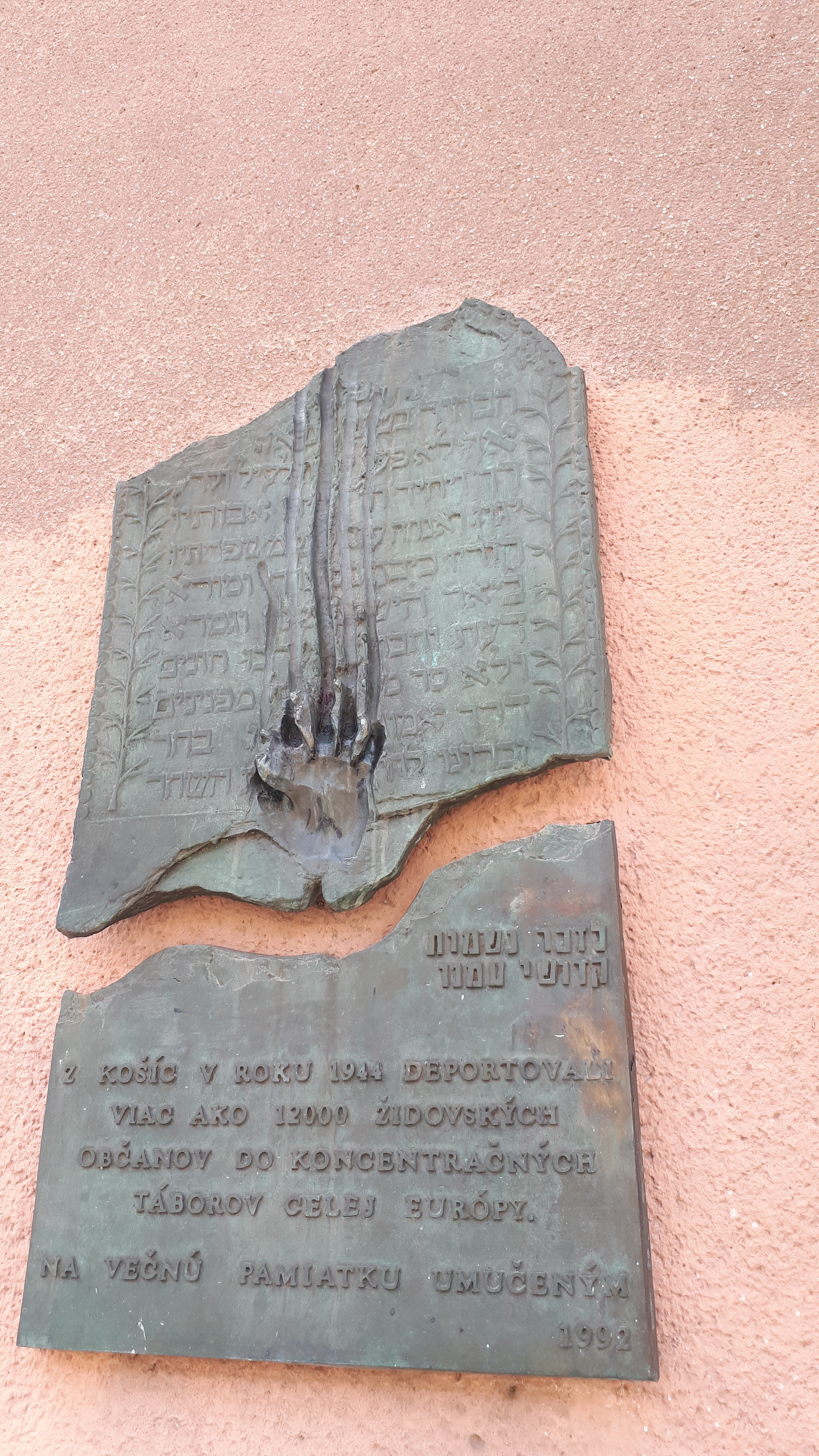
Gedenktafel für die Opfer des Holocaust an der Orthodoxen Synagoge

An der Stelle des Ghettos in der Alten Ziegelei steht ein Denkmal und in der Hlavná⊙ und an der Orthodoxen Synagoge in der Puškinova befinden sich Gedenktafeln für die Opfer des Holocaust.

### Nach Kriegsende
Von den jüdischen Einwohnern Košices überlebten 3000 Juden den Krieg in Arbeitsbataillonen und im Untergrund.
500 Juden kehrten aus den Lagern zurück.
Dabei diente Košice als Anlaufpunkt der zurückkehrenden Juden.
Hier gab es die Möglichkeit, eine neue anonyme und individuelle Existenz aufzubauen.
Die 1945 neu gegründete jüdische Gemeinde hatte 4000 Angehörige.
In den folgenden Jahren emigrierten viele Juden nach Israel und in die westlichen Staaten.
1968 verließen weitere Juden die Stadt.
Nur einige wenige ältere Juden blieben zurück.
Nach 1989, als die Gesellschaft offener und pluralistischer wurde, bildeten sich erneut jüdische Gemeinschaften.
Meistens wurden die Juden in Ruhe gelassen und konnten eine friedliche Existenz in materiellem Wohlstand führen.

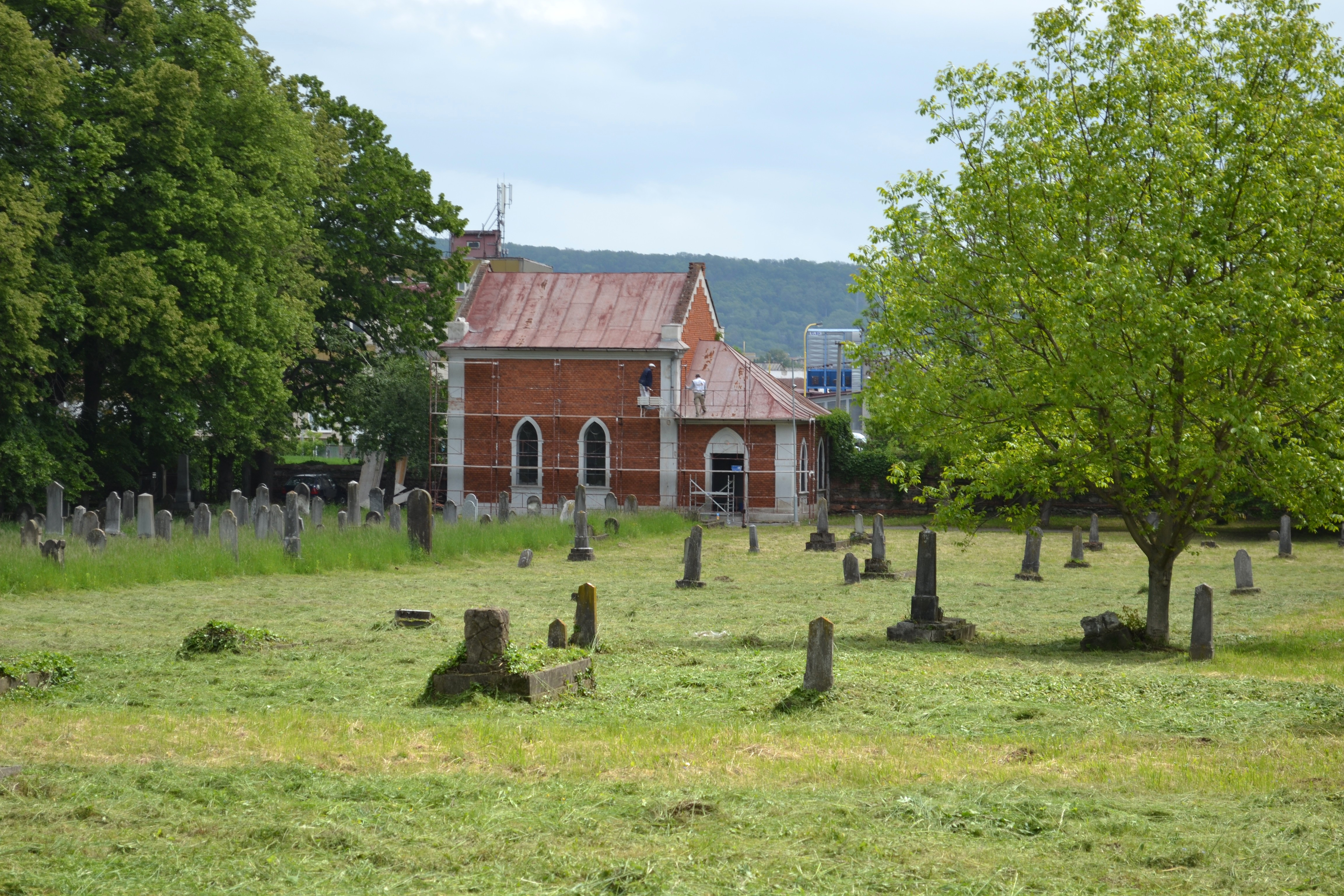
Neuer Jüdischer Friedhof Košice mit denkmalgeschütztem Taharahaus

Vereinzelte antisemitische Vorfälle zeigen allerdings, dass der Antisemitismus in der Slowakei noch nicht ausgestorben ist.
So wurde zum Beispiel 2002 der jüdische Friedhof⊙ zur Hälfte zerstört, und 135 Gräber wurden geschändet.

## Gemeindeentwicklung
| Jahr         | Gemeindemitglieder | Anmerkungen              |
| ------------ | ------------------ | ------------------------ |
| 1833         | 24                 | Gemeinde Rozhanovce      |
| 1843         | 345                |                          |
| 1847         | 399                |                          |
| 1850         | 729                |                          |
| 1869         | 2.178              | circa 10 % der Einwohner |
| 1880         | 2.854              |                          |
| 1900         | 5.627              |                          |
| 1910         | 6.723              | circa 15 % der Einwohner |
| 1921         | 8.792              |                          |
| 1930         | 11.504             | circa 16 % der Einwohner |
| 1941         | circa 10.000       |                          |
| 1944 (April) | 7.900              |                          |
| 1944 (Juli)  | keine              |                          |
| 2000         | circa 400          |                          |

## Verschiedene jüdische Strömungen in Košice
Die Integration der Juden in die großen christlichen Städte hatte auch religiöse Auswirkungen und führte zu den jüdischen Reformbewegungen.
Dies führte zu Diskussionen über religiöse und politische Angelegenheiten und zur Entstehung verschiedener religiöser jüdischer Strömungen.
Vom ungarischen Staat wurden drei jüdische Richtungen anerkannt: Orthodoxe, Neologe und Status-Quo-Ante.
Diejenigen, die sich keiner der entstehenden Strömungen anschlossen, nannten sich „Status-Quo-Ante“ (= Zustand vor der Spaltung in Orthodoxe und Neologe).
Sie hatten eine eigene Synagoge.
Durch die Nähe der polnischen Grenze wanderten chassidische Juden nach Košice ein.
Die Reformbewegung, die Mitte des 19. Jahrhunderts entstand, nannte sich in Ungarn „Neolog“.
Sie modernisierte den Gottesdienststil, führte Orgel-Musik ein, behielt aber die traditionelle Liturgie und die Geschlechtertrennung bei.
Diejenigen, die diese Reformbewegung ablehnten, nannten sich Orthodox.
Teil der Orthodoxen waren die Chassiden.
Die Orthodoxen, sowohl die Chassiden als auch die Nicht-Chassiden, lehnten die Neologen als Apostaten ab.
Mitte des 19. Jahrhunderts später spaltete sich von der jüdischen Gemeinschaft in Košice ein religiös orthodoxer Zweig ab.
Später kam auch noch eine kleine chassidische Gemeinde hinzu.
Die Chassiden lebten bescheiden und zurückgezogen.
Sie widmeten ihr Leben ganz dem Tora-Studium.
Sozial gehörten sie zur untersten Schicht der jüdischen Bevölkerung von Košice.
Jede dieser Gemeinden hatte eigene Synagogen und Schulen.
Die religiös orthodoxe Gemeinde hatte 1880 neben ihrer Synagoge eine Jeschiwa, eine Mikwe und ein Schlachthaus.
1930 gab es in der Slowakei insgesamt 167 jüdische Gemeinden.
Davon gehörten 107 zu den Orthodoxen, 29 zu den Neologen und 31 waren Status-Quo-Ante.
Ende des 19. Jahrhunderts entstand in Košice eine zionistische Gruppe.
Diese wurde von den orthodoxen Juden abgelehnt.

## Synagogen in Košice
Es gab fünf Synagogen in Košice:
- Status-Quo-Ante-Synagoge
- Neologe Synagoge
- Orthodoxe Synagoge in der Zvonárska-Straße
- Chassidische Synagoge
- Neue Orthodoxe Synagoge in der Puschkinova-Straße

Die Neologe Synagoge und die Status-Quo-Ante-Synagoge befanden sich direkt nebeneinander.
Die Status-Quo-Ante-Synagoge war im Westen, Moysezova Ecke Grešákova, und hatte ein Satteldach.
Die Neologe Synagoge war im Osten, Tajovského Ecke Grešákova, und hatte eine Kuppel.
Zwischen beiden Gebäuden war eine Lücke.
Nach dem Krieg wurden beide Gebäude zu einem zusammenhängenden Gebäude vereinigt, in dem die staatliche Philharmonie untergebracht wurde.
Architekt der Neologen Synagoge war Lajos Kozma aus Budapest.

## Synagogen-Streit
Die erste Synagoge von Kosice war ein ausgebautes Stallgebäude in der Zvonárska-Straße, um 1845. In dieser Zeit war die jüdische Gemeinde trotz verschiedener Ansichten vereint. Sie benutzte eine Synagoge, eine Mikwe, eine Schule, eine Schächterei. Die verschiedenen religiösen Praktiken der einzelnen Gemeindemitglieder wurden toleriert und nicht problematisiert. Zum Beispiel, ob jemand seine Kinder auf eine öffentliche Schule schickte, ob er alle Gebote ganz genau einhielt usw.
In den Jahren nach 1843, damals 345 Personen, wuchs die jüdische Gemeinde sehr schnell, 1869 waren es schon 2.178 Personen.
Deshalb wurde 1860 beschlossen eine neue Synagoge zu bauen.
Diese wurde 1866 eingeweiht.
Sie wurde zum Streitpunkt und führte zur Spaltung der jüdischen Gemeinde von Košice in drei Gruppierungen:
Neologe, Orthodoxe und Status-Quo-Ante.
Diese Spaltung verfestigte sich im Großen Israelitischen Landeskongress in Ungarn, der von 1868 bis 1869 in Budapest stattfand.
Die Streitigkeiten zwischen den drei Gruppen konnten nicht intern gelöst werden.
Deshalb wurde schließlich der ungarische Minister für Erziehung und Religion József Eötvös angerufen.
Dieser sandte den gemäßigten Rabbi Mordechai Markus Hirsch (1833–1909) als Vermittler.
1872 entschied das Ministerium, dass die neu gebaute Synagoge den Neologen gehören soll.

### Neologe
Die neu gebaute Synagoge wurde die Synagoge der Neologen.
1926 tauschten die Neologen und die Status-Quo-Ante-Gemeinde ihre Synagogen.
Die Neologen hatten jetzt also das östliche Gebäude übernommen.
Sie rissen das Gebäude völlig ab und bauten stattdessen einen neuen großen Neologen-Tempel mit Kuppel.

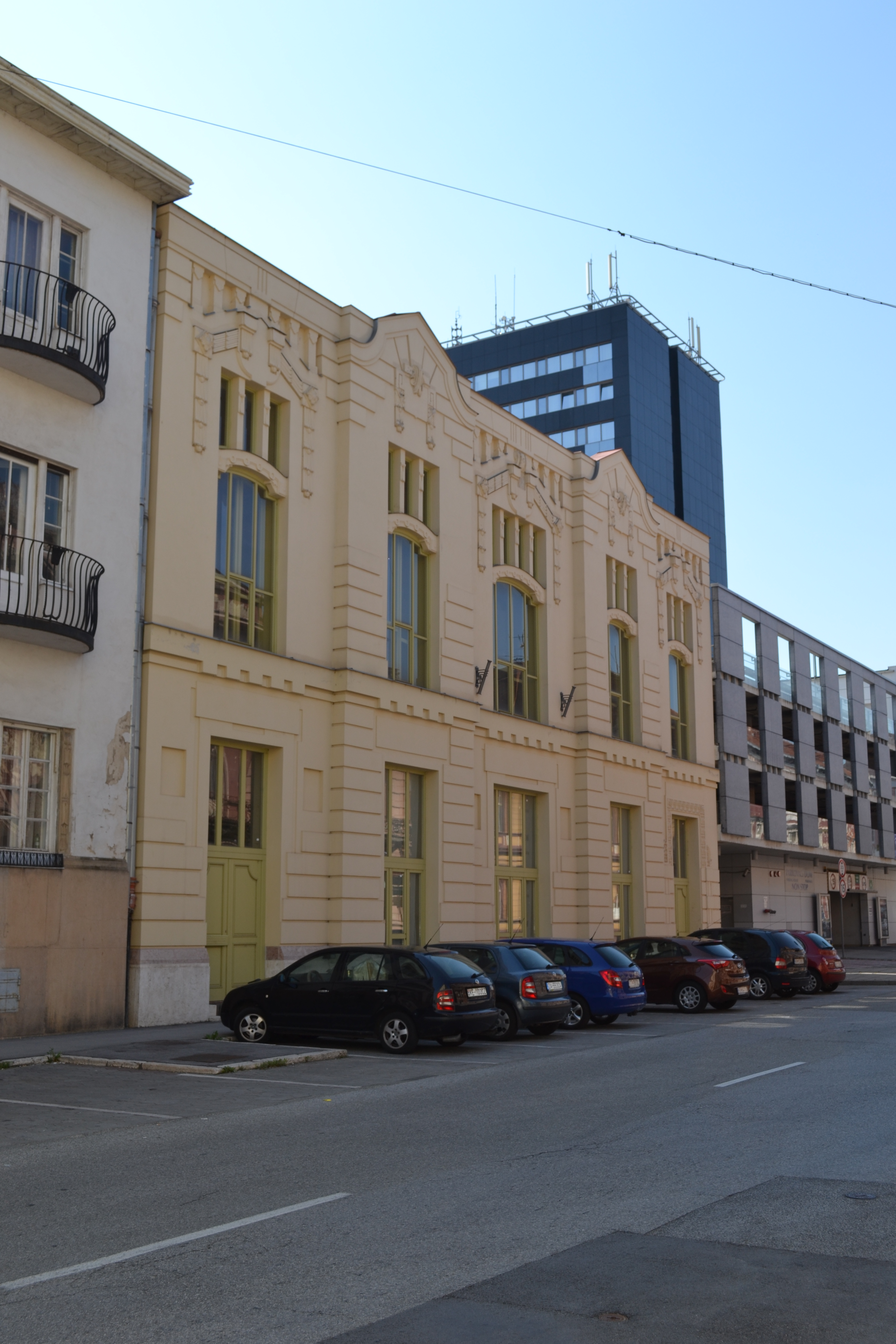
Košice - Rooseweltova ul. 1, Jüdisches Casino

Architekt war Ludwig Oelschläger.
1927 wurde die Synagoge eingeweiht.

### Orthodoxe
Die Orthodoxen benutzten weiterhin die alte Synagoge in der Zvonarska-Straße.
Die neu erbaute Synagoge wurde von den Orthodoxen abgelehnt.
Die Fraktion der Orthodoxen nannte sich Schomrei ha-Dat (Wächter des Glaubens).
Die neue Synagoge wurde als zu sehr den christlichen Kirchen angepasst bezeichnet.
Streitpunkte waren zum Beispiel das Vorhandensein von Türmen, dass die Bima im Osten und nicht in der Mitte stand, dass die Emporen für die Frauen nicht streng genug von der Männerabteilung getrennt war, dass Chorgesang stattfand, und alle anderen Abweichungen vom streng traditionellen Muster des Aufbaus einer Synagoge.
Die Orthodoxen erließen ein Verbot, in der neuen Synagoge zu beten.
Wenn der Schochet in der neuen Synagoge betete, wurde das Fleisch aus seiner Schächtung nicht als koscher anerkannt.
1883 beauftragten die Orthodoxen Josef Novak, die alte Synagoge in der Zvonarska-Straße durch einen Neubau zu ersetzen.
1899 führte János Balogh den Neubau aus.
Der Haupteingang dieser Synagoge befindet sich in der Zvonarska-Straße.
Die Synagoge ist bis heute (2021) erhalten.
Sie ist der Mittelpunkt der orthodoxen Gemeinde.
Um sie herum gruppieren sich die anderen Gemeindeeinrichtungen: Ein Gebetsraum, der seit 1993 wieder genutzt wird, die Schächterei, eine Laubhütte und das jüdische Casino⊙.

### Status-Quo-Ante
Aus der orthodoxen Fraktion spaltete sich unter Leitung von Rabbi Abraham Katz eine dritte Gruppe ab.
Sie nannte sich Adath Schalom (Gemeinschaft des Friedens).
Diese Gruppe wurde später zur Status-Quo-Ante-Gemeinde.
Die Status-Quo-Ante-Gemeinde errichtete für sich eine kleine Gebetshalle im Osten neben der neuen, zu dieser Zeit Neologen Synagoge.
Die Neologen mussten sich, auf Anweisung des Ministeriums, finanziell an der Errichtung der Status-Quo-Ante Synagoge beteiligen.
1926 tauschte die Status-Quo-Ante-Gemeinde ihre Synagoge gegen die Synagoge der Neologen.
Sie bauten die vorherige Neologe-Synagoge nach konservativen Gesichtspunkten um.
Die Türme wurden abgerissen.
Die Bima kam in die Mitte.
1927 wurde die umgebaute Status-Quo-Ante-Synagoge eingeweiht.
Sie befand sich jetzt westlich von der nun neu erbauten Neologen Synagoge mit Kuppel.